# Doom Patrol
Doom Patrol è un gruppo di supereroi dei fumetti creato da Bob Haney e Arnold Drake nel 1963, pubblicato negli Stati Uniti d'America dalla DC Comics ed esordito sulla collana My Greatest Adventure. Il gruppo è costituito da metaumani che vengono emarginati non tanto per i loro poteri, potenzialmente pericolosi, quanto per il loro aspetto, secondo un'intervista, Stan Lee e Bob Haney crearono entrambi i gruppi assieme. Dal 1963 le storie del gruppo sono state pubblicate su sei serie a fumetti omonime edite sempre dalla DC Comics.

## Storia editoriale
Il gruppo esordisce nel n. 80 della serie My Greatest Adventure (vol. 1) nel giugno 1963 e, grazie al successo riscosso, dal n. 86 la testata cambia in Doom Patrol, diventando la prima serie dedicata interamente al gruppo.
Dopo la conclusione della prima serie le storie del gruppo continuano per un paio di numeri sulla rivista antologica Showcase e poco altro, almeno fino a che, nel 1987, la DC non prova il rilancio con una seconda serie in stile Vertigo, Doom Patrol (vol. 2). In questa nuova serie esordisce, nel 1989, il nuovo arco narrativo scritto da Grant Morrison che, insieme al disegnatore Richard Case, modificò la composizione del gruppo; dopo Morrison la serie venne ripresa dalla sceneggiatrice Rachel Pollack fino alla chiusura della serie nel 1995. La serie venne ripresa una terza volta dal 2001 al 2003 da John Arcudi che ne realizzò un altro ciclo, Doom Patrol (vol. 3). L'anno successivo, nel 2004, esordì la quarta serie, Doom Patrol (vol. 4), scritta e disegnata da John Byrne. Nel 2009 esordì la quinta serie, Doom Patrol (vol. 5), scritta da Keith Ian Giffen e disegnata da Matthew Clark e Ron Randall. L'ultima serie esordisce nel 2016, Doom Patrol (vol. 6), scritta da Gerard Way e disegnata da Nick Derington e Michael Allred.

## Trama

### Genesi del gruppo
Tre giovani, Cliff Steele/Robotman, Rita Farr/Elasti-Girl e Larry Trainor/Negative Man, hanno subito ciascuno un diverso incidente che gli ha donato dei poteri e delle particolarità superiori alla norma. I tre sarebbero certamente stati allontanati dalla società, se non fosse stato per il professor Niles Caulder, un ingegnere ridotto su una sedia a rotelle a causa di un incidente.
Prima di occuparsi dei suoi giovani protetti, Caulder aveva iniziato una serie di studi sulla possibilità di produrre un siero dell'immortalità per conto di un supercriminale. Liberatosi in qualche modo da questo oscuro controllo, porta comunque avanti gli studi, sperimentando il suo risultato finale sulla moglie Arani: le ricerche però vennero interrotte da un incidente che tolse a Caulder l'uso delle gambe e lo convinse a studiare le reazioni della gente al dolore, per poter realizzare macchinari in grado di migliorarne la vita. Proprio questo intento lo avvicina ai tre di cui prima, e in particolare a Cliff Steele, un ricco spericolato che, a causa di un incidente automobilistico, è ridotto in fin di vita. Solo l'intervento di Caulder, che gli impianterà il cervello in un corpo robotico, sarà in grado di salvarlo, generando alla fine uno dei suoi personali supereroi. A Steele si aggiungono Elastigirl, un'ex-attrice in grado di alterare a piacere le sue dimensioni, e Negative Man, un uomo sfigurato e coperto di bende in grado di proiettare per pochi minuti fuori dal corpo una sua proiezione fatta di energia negativa. Nasce così la Doom Patrol, alla quale si uniranno, in un secondo momento, Steve Dayton/Mento e Garfield Logan/Beast Boy. Questa prima versione del gruppo dopo essersi anche incontrata con la JLA, era destinata alla distruzione in un drammatico scontro con il Generale Immortus: la sfida finì con una terribile esplosione in cui parte della Doom Patrol, capo incluso, rimase uccisa; si salvarono solo Mento e Beast Boy. Successivamente Mento divenne un supercriminale, mentre Beast Boy si aggregò ai Giovani Titani.

### Fase di transizione - secondo gruppo
Inizia, così, un periodo di transizione: recuperato Robotman dalle macerie del disastro, Beast Boy e Mento lo affidano alle cure di Will Magnus, che ne ricostruisce il corpo. A questo punto Cliff si unisce a Josh Clay/Tempest e a Valentina Vostok/Negative Woman, che eredita le capacità di Larry Trainor e, sotto la guida di Arani, danno vita ad una seconda Doom Patrol.
Arani, convinta che il marito non fosse morto, porta il gruppo a cercare dove questi si trovi: l'incontro con Caulder, però, sarà piuttosto negativo e Arani sarà destinata a perire durante la saga Invasione. Quindi Niles Caulder si riunirà a Cliff Steele e a Larry Trainor, che in realtà in tutti questi anni era rimasto in coma. Dopo varie avventure il gruppo sembra per l'ennesima volta vicino a un punto di rottura, con Cliff che è preda di una profonda depressione, ma questo è solo l'inizio di un ultimo ciclo.
Il gruppo acquista un nuovo "Negative Man", Rebis, che nasce dalla fusione di Larry Trainor con la psichiatra Eleanor Poole e due nuovi membri: la schizofrenica Kay Challis (Crazy Jane), che soffre tra l'altro di personalità multiple (ben 64), ognuna con un superpotere differente, e la piccola Dorothy Spinner, in grado di materializzare la sua stessa immaginazione. Dopo una lunga serie di avventure, i fili narrativi vengono chiusi: prima Niles Caulder rivela a Cliff Steele di essere stato lui la causa degli incidenti che hanno generato la Doom Patrol originale, quindi di non aver mai perso di vista le vicende del gruppo nel periodo in cui era creduto morto e anzi di averle in parte manipolate. Nel suo delirio di guidare il mondo attraverso i suoi macchinari, Caulder viene fermato dall'improvvisa decapitazione, con la testa che però viene sottratta da Will Magnus, che la tiene in vita roboticamente, consentedogli di aiutare ancora la Doom Patrol. Il gruppo, però, sembra che sia stato distrutto in missione.
Una delle varie peculiarità dell'approccio di Morrison alla serie è l'apparizione di avversari estremamente insoliti e stravaganti, anche per gli standard eccentrici della Doom Patrol.
Alcuni esempi:
- Red Jack è un essere quasi-onnipotente che ritiene di essere Jack lo Squartatore, nonché Dio. Vive in una casa senza finestre, torturando farfalle e non può materializzarsi nel nostro mondo.
- La Confraternita del Dada è un gruppo anarchico che combatte per l'assurdo e l'irrazionale. Tra i suoi membri, la Sonnambula, dotata di una forza straordinaria, ma solo mentre dorme, e il Quiz, una donna con una paura patologica dello sporco che possiede letteralmente tutti i superpoteri cui non si è già pensato.
- Gli Uomini Forbice sono una razza di esseri inesistenti che attaccano gli esseri esistenti. Il loro mondo è la città (inesistente) di Orqwith. Gli Uomini Forbice hanno grandi forbici al posto delle mani e parlano per aggregati pseudo-casuali di parole.

### Il terzo gruppo
Grazie alla gestione di Morrison, La DC Comics scopre che il pubblico ha ancora voglia di leggere avventure della Doom Patrol e propone una saga dal retrogusto ironico, grazie ai testi di Arcudi, e soprattutto disegnata con estrema cura grazie al tratto di Huat, che si ispira all'altrettanto talentuoso Travis Charest.
La nuova serie inizia con un Robot Man che lavora per una raffineria, svolgendo quelle mansioni che un normale essere umano non sarebbe in grado di compiere. Passerebbe inosservato, per quanto possa passare inosservato un robot gigantesco e potente (e, in effetti, resta sospesa in aria la domanda: come ha fatto a costruirsi un corpo così grande), se non fosse per il salvataggio di una bambina.
Questa eroica azione attira le attenzioni di Thayer Jost che, cerca in tutti i modi di costruire il suo gruppo personale, intorno al quale provare a guadagnare più dollari possibile. D'altra parte se l'impresa di creare un supergruppo era riuscita a Maxwell Lord con la JLI, perché non sarebbe dovuta riuscire a Jost.
Il problema, però, che Jost cerca di risolvere con la consulenza di Steele, è il gruppo di giovani che ha riunito: Ted Bruder (Fast Forward), in grado di guardare pochi minuti nel futuro e soprannominato Negative Man per la sua scarsa tendenza all'ottimismo; Vic Darge (Kid Slick), in grado di annullare l'attrito; Shayleen Lao (Fever), in grado di alterare la temperatura del suo corpo; Ava (Freak), che sembra vivere in simbiosi con una strana e potente creatura.
Successivamente si scopre che il Cliff Steele con cui ha concluso accordi di affari Jost, è un impostore: in particolare è generato dalla mente di Dorothy Spinner, che è riuscita a sopravvivere alla terribile esplosione che ha distrutto, la volta precedente, il gruppo. Si scopre, tra l'altro, che tale esplosione è stata causata, in un accesso di rabbia, dalla stessa Dorothy. Comunque, ritrovato quel che resta di Robot Man grazie all'aiuto di Garfield Logan, che per questo si riunisce al gruppo, i nostri eroi ricominciano con le loro avventure scanzonate ed assurde fino a che la DC Comics non decide di lanciare una nuova serie sulla Doom Patrol.

### Il quarto gruppo
Dopo la chiusura della serie scritta da Arcudi, la Doom Patrol fa la sua ricomparsa in un ciclo di storie realizzato da Chris Claremont e John Byrne. Nella saga, pubblicata sui nn. 94-99 della Justice League, e dal titolo Il decimo cerchio, la JLA è costretta ad affrontare la minaccia di una potente razza di vampiri che, attraverso l'azione di uno di loro, tal Crucifer, cerca di ritornare sulla Terra dalla dimensione nella quale vennero scacciati secoli prima dal popolo della amazzoni, capeggiate dalla regina Ippolita, madre di Wonder Woman. La JLA, però, per sconfiggere la minaccia, dovrà allearsi con un nuovo gruppo di superesseri, composto da persone ritenute morte: Cliff Steele, Rita Farr, Larry Trainor ed il Capo Niles Caulder, ovvero la Doom Patrol originale.
Quindi, secondo la saga di Claremont-Byrne, alla cui fine si aggregheranno al gruppo anche Faith, ex-leaguer, Nudge e Vortex, ex accoliti di Crucifer, ed il gorilla a quattro braccia Grunt, amico di Nudge, questa nuova Doom Patrol non solo è composta dalla formazione originale ideata da Haney e Drake, ma è anche alla sua prima apparizione nel DC Universe, cancellando così oltre quarant'anni di continuity.
A questa nuova formazione viene dedicata una serie nuova di zecca, partita nel 2004 ed affidata allo stesso Byrne, che però ha poca fortuna. Chiude, infatti, dopo 18 numeri, nel novembre 2005. È ancora inedita in Italia.
Tra il 2005 e il 2006 l'evento Crisi infinita sconvolge nuovamente la continuity della Doom Patrol, ripristinando gli eventi passati e cancellando di fatto il ciclo di Byrne. Un altro effetto è il ritorno in vita di Rita Farr/Elasti-Girl.

### LaDoom Patroldi Gerard Way
Una nuova serie, scritta da Gerard Way e disegnata da Nick Derington è stata creata come parte della etichetta Young Animal. Il primo numero è stato pubblicato il 14 settembre 2016. La serie si conclude dopo 12 numeri il 31 ottobre 2018. Per questa serie sono stati creati molti personaggi originali e molti altri sono stati ripresi da precedenti archi narrativi.
Nel 2019 Gerard Way torna a scrivere una miniserie di 7 numeri intitolata Doom Patrol: Weight of the Worlds.

## Ex-componenti
- Tempest - Josh Clay
- Negative Woman
- Crazy Jane
- Dorothy Spinner
- Beast Boy
- Fast Forward
- Flex Mentallo
- Kid Slick
- Feverish
- Freak

## Edizioni italiane
Doom Patrol è stata parzialmente pubblicata in Italia dalla Play Press sia su American Heroes (prima parte della versione Morrison), sia su una serie di omonimi volumi per fumetteria (la versione di Arcudi). Per il ciclo di Morrison è disponibile anche l'edizione in volume, edita dalla Magic Press, che ristampa il materiale pubblicato a puntate su American Heroes. Planeta DeAgostini ha iniziato senza portare a termine la ristampa in volumi. RW Edizioni dal 2012 nuovo licenziatario ha in corso di pubblicazione una nuova ristampa in volumi.
Volumi italiani (gestione Morrison)
- 1. Sopravvissuti al disastro (Crawling from the Wreckage; corrisponde ai numeri 19-25 di Doom Patrol, 2000, ISBN 1-56389-034-8)
- 2. Il dipinto che divorò Parigi (The Painting That Ate Paris; corrisponde ai numeri 26-34, 2004, ISBN 1-4012-0342-6)
- 1. "Doom Patrol di Grant Morrison N.1"; (RW Edizioni; corrisponde ai numeri 19-30 di "Doom Patrol", 2012. ISBN 9788866911012)

Altri volumi, non ancora tradotti ma già esistenti in lingua inglese:
- 3. Down Paradise Way (Doom Patrol 35-41, 2005, ISBN 1-4012-0726-X)
- 4. Musclebound (Doom Patrol 42-50, August 2006 ISBN 1-4012-0999-8)
- 5. Magic Bus (Doom Patrol 51-57, January 2007, ISBN 1-4012-1202-6)
- 6. Planet Love (Doom Patrol 58-63, Doom Force, January 2008, ISBN 1-4012-1624-2)

Volumi italiani (gestione Arcudi)
- 1. Doom Patrol TP1
- 2. Doom Patrol TP2
- 3. Doom Patrol TP3
- 4. Doom Patrol TP4
- 5. Doom Patrol TP5

## Altri media

### Televisione
- Nel 2018, la Doom Patrol è apparsa nel quarto episodio della prima stagione della serie Titans,[7] con Bruno Bichir nella parte di Niles Caulder,[8] April Bowlby in quella di Elasti-Woman,[9] Brendan Fraser e Jake Michaels in quella di Robotman,[10] e Dwain Murphy e Matt Bomer in quella di Negative Man.[11]
- Dopo l'apparizione nella serie Titans, è stata realizzata una serie televisiva omonima incentrata sulla Doom Patrol, che viene trasmessa sul servizio streaming DC Universe nel 2019.[12] La serie include Robotman, interpretato da Brendan Fraser e Riley Shanahan,[13] Negative Man, interpretato da Matt Bomer e Matthew Zuk, Elasti-Woman, interpretata da April Bowlby, Crazy Jane, interpretata da Diane Guerrero, Niles Caulder, interpretato da Timothy Dalton, e Cyborg, interpretato da Joivan Wade.[14] Tuttavia la serie segue una sua continuity, differente da quella di Titans.[15]